# Джоді Бальфур
Джоді Бальфур (народилася 29 жовтня 1986) — південноафриканська актриса. Вона отримала Canadian Screen Award за роль Гледіс Вітем у серіалі «Дівчата-бомби» (2012—2013). Відтоді вона зіграла роль Еллен Вейверлі Вілсон у серіалі Заради всього людства (2019—2023).

## Молодість і освіта
Бальфур виросла у Кейптауні, Південна Африка. Вона була співведучою південноафриканського молодіжного телесеріалу Bling на початку 2000-х років. Пізніше вона вивчала драматургію в Кейптаунському університеті і брала участь у конкурсі «Міс Південна Африка» 2008 року.

## Кар'єра
З моменту закінчення навчання в 2009 році вона працювала акторкою переважно в британських і канадських кіно- та телевізійних постановках.
Її взяли на роль Гледіс Вітем у канадському телесеріалі «Дівчата-бомби» у 2013 році Вона отримала премію Canadian Screen Award за найкращу головну жіночу роль у телевізійному фільмі, та міні-серіалі на 3-й церемонії вручення премії Canadian Screen Awards у 2015 році за роль у наступному телевізійному фільмі серіалу Bomb Girls: Facing the Enemy.
У лютому 2015 року її взяли на роль у серіалі «Куоррі». З 2019 року вона знімається в космічному драматичному серіалі Заради всього людства.
У квітні 2022 року її взяли на роль у футбольному ситкомі Apple TV+ «Тед Лассо».

## Особисте життя
Бальфур проживала у Ванкувері, Британська Колумбія, де крім акторської діяльності вона є співвласницею Nelson the Seagull, кав'ярні та пекарні в районі Гастаун.
30 червня 2021 року вона оголосила в Instagram, що вона ідентифікує себе як квір, заявивши, що вона «нарешті прийняла та досліджує себе як квір». 24 жовтня 2021 року Бальфур оголосила в Instagram, що вони з Еббі Джейкобсон перебувають у романтичних стосунках протягом року. Станом на серпень 2022 року Бальфур і Джейкобсон заручені.

## Фільмографія

### Кіно
| рік      | Назва                        | Роль             | Примітки                  |
| -------- | ---------------------------- | ---------------- | ------------------------- |
| 2011 рік | Вампір                       | Міхаела          |                           |
| 2011 рік | Кінцевий пункт призначення 5 | жінка            |                           |
| 2013 рік | Привид всередині             | Ханна / Еббі     | короткометражка           |
| 2013 рік | Чоловік                      | Клер             |                           |
| 2013 рік | Після вечірки                | Карен            | Також продюсер            |
| 2013 рік | Ватерлоо                     | Моллі Маккензі   | короткометражка           |
| 2014 рік | День святого Валентина       | Моллі            | короткометражка           |
| 2015 рік | Розкопки                     | Фішер Харт       |                           |
| 2015 рік | Едвард                       | Мері             |                           |
| 2015 рік | Майже все                    | Бінс             | Також виконавчий продюсер |
| 2019 рік | Решта з нас                  | Рейчел           |                           |
| 2023 рік | Останній сеанс Фрейда        | Дороті Берлінгем | [ 11 ]                    |

### Телебачення
| рік            | Назва                                 | Роль            | Примітки                                   |
| -------------- | ------------------------------------- | --------------- | ------------------------------------------ |
| 2009 рік       | Філантроп                             | Консьєрж        | Епізод: «Сан-Дієго»                        |
| 2010 рік       | Конго                                 | Йоганна Венц    | телефільм                                  |
| 2010 рік       | Вежа Prep                             | Емілі Райт      | 2 епізоди                                  |
| 2011 рік       | Затоплення Лаконії                    | Сара Фулвуд     | Телевізійний міні-серіал                   |
| 2011 рік       | Р. Л. Стайн «Привидна година»: серіал | Прісцилла       | Епізод: «Nightmare Inn»                    |
| 2011 рік       | Надприродне                           | Меліса          | Епізод: «Like a Virgin»                    |
| 2011 рік       | V                                     | V Грітер        | Епізод: «Нелегко лежить голова»            |
| 2011 рік       | Святилище                             | Террі           | Епізод: «Криголам»                         |
| 2012–13 рр     | Первісний: Новий світ                 | Саманта Седаріс | 3 епізоди                                  |
| 2012–13 рр     | Дівчата-бомби                         | Гледіс Вітем    | Головна роль                               |
| 2014 рік       | Найкращі плани                        | Ліндсей Дьюар   | Телевізійний міні-серіал                   |
| 2014 рік       | Bomb Girls: Facing the Enemy          | Гледіс Вітем    | телефільм                                  |
| 2016 рік       | Куоррі                                | Джоні Конвей    | Головна роль                               |
| 2017 рік       | Реллік                                | DI Елейн Шепард | Головна роль                               |
| 2017 рік       | Корона                                | Жаклін Кеннеді  | Епізод: «Шановна місіс Кеннеді»            |
| 2019 рік       | Справжній детектив                    | Лорі            | 3 епізоди                                  |
| 2019–2023 роки | Заради всього людства                 | Еллен Вейверлі  | Головна роль (1-3 сезони), гість (4 сезон) |
| 2023 рік       | Тед Лассо                             | Джек Денверс    | 4 епізоди                                  |

## Нагороди та номінації
| рік      | Асоціація                              | Категорія | Номінована робота            | Результат  |
| -------- | -------------------------------------- | --- | ---------------------------- | ---------- |
| 2013 рік | Нагороди Лео                           | Найкраща головна роль жінки в драматичному серіалі | Дівчата-бомби                | Номінована |
| 2014 рік | Фестиваль канадських кінематографістів | Найкращий ансамбль (спільно з Гремом Коффенгом, Алі Лібертом, Ніколасом Кареллою, Пітером Бенсоном, Девідом Мілчардом, Ерікою Керролл, Крістіною Сіколі та Еммою Лаханою) | Після вечірки                | Перемога   |
| 2015 рік | Canadian Screen Awards                 | Найкраща жіноча роль у драматичній програмі чи міні-серіалі | Bomb Girls: Facing the Enemy | Перемога   |